# Ignatij Nikolajevitj Potapenko
Ignatij Nikolajevitj Potapenko, rysk författare, född 1856, död 1928, son till en ulanofficer, vilken sedan blev präst, uppfostrades i prästseminariet och studerade vid Sankt Petersburgs universitet. 
Sin litterära verksamhet började han 1881 och vann stor framgång med berättelsen Na djejstvitelnoj sluzjbje ("I aktiv tjänst") 1890. Synnerligen produktiv, lyckas han särskilt i de berättelser, där han skildrar livet som rysk-ortodox präst. Sina personliga minnen från studietiden har han nedlagt i den förträffliga berättelsen Prokljataja slava ("Förbannad ära"). 
Åtskilliga av hans dramer stod länge på den ryska repertoaren, däribland Zjizn ("Livet") och Tjuzjie ("Främlingar"). På Kungliga Dramatiska Teatern i Stockholm spelades 1906 hans skådespel Iskuplenije ("Uppgörelse"). Potapenkos samlade skrifter utkom 1895-97 i 12 band.